# 4H busz (Mosonmagyaróvár)
A mosonmagyaróvári 4H jelzésű autóbusz a Vasútállomás megállóhelytől közlekedik a Tündérfátyol utca, lovasiskola megállóhelyig, egy irányban. A vonalat a Volánbusz üzemelteti.

## Közlekedése
Csak tanítási munkanapokon közlekedik, reggel 7 órakor.

## Útvonala
| Vasútállomás → Evangélikus templom → Tündérfátyol utca, lovasiskola |
| --- |
| Vasútállomás – Hild János tér – Soproni utca – József Attila utca – Szent István király út – Magtár utca – Aranyossziget utca – Mosonyi Mihály utca – Károly út – Móra Ferenc utca – Szent István király út – Fő út – Deák Ferenc tér – Cserháti Sándor utca – Halászi út – Várallyai György utca – Attila utca – Götz Irén utca – Zeyk Domokos utca – Bornemissza Péter utca – Wathay Ferenc út – Nagy Lajos király út – Mária Krisztina utca – Károly Róbert út – Erzsébet királyné út – Halászi út – Tűzliliom utca – Szellőrózsa utca – Tündérfátyol utca – Tündérfátyol utca, lovasiskola |

## Megállóhelyei
Az átszállási kapcsolatok között az Ujhelyi Imre utca érintésével közlekedő 4-es busz nincs feltüntetve!
| 0  | Vasútállomás                                                  |                                            | Mosonmagyaróvár Hild János tér |
| 1  | József Attila utca                                            | 1, 1B, 1K, 2, 5, 6, 8                      | |
| 2  | Kühne gyár                                                    | 1, 1B, 1K, 2, 3, 3K, 5, 6, 8               | Kühne gyár |
| 4  | Kertész utca (Korábban: Aranyossziget utca, Kertész utca)     | 5                                          | Kaiser Food Kft., Szent János plébániatemplom, Huszár Gál Városi Könyvtár |
| 5  | Aranyossziget utca, Duna utca                                 | 5                                          | Szent Rozália kápolna |
| 6  | Mosonyi Mihály utca, rendelő                                  | 5                                          | Rendelő, Izraelita temető |
| 7  | Károly út, Móra Ferenc utca                                   | 2, 5                                       | |
| 8  | Móra Ferenc utca, iskola                                      | 5                                          | Móra Ferenc lakótelep, Református templom, Móra Ferenc Általános Iskola, Hunyadi Mátyás Szakképző és Szakközépiskola, Mosonvármegyei Múzeum                                                  |
| 9  | Móra Ferenc lakótelep                                         | 1, 1B, 1K, 3, 3K, 5, 6                     | Móra Ferenc lakótelep, Református templom, Móra Ferenc Általános Iskola, Hunyadi Mátyás Szakképző és Szakközépiskola, Mosonvármegyei Múzeum                                                  |
| 11 | Evangélikus templom                                           | 1, 1B, 1K, 3, 3K, 4A, 5, 5A, 5H, 5K, 5R, 6 | Karolina Kórház és Rendelőintézet, Evangélikus templom, Régi Vámház tér, Városkapu tér, ÁNTSZ, Bolyai János Informatikai és Közgazdasági Szakgimnázium, Mosonmagyaróvári Járásbíróság, Posta |
| 12 | Városháza                                                     | 1, 1B, 2, 3, 4A, 5, 5A, 5H, 5K, 5R, 6      | Városháza, Deák Ferenc tér, Posta, Óvári Szűz Mária Királynő és Szent Gotthárd templom, Óváros                                                                                               |
| 16 | Albert Kázmér utca                                            |                                            | |
| 17 | Mária Krisztina utca                                          |                                            | |
| 18 | Attila utca (Korábban: Duna lakópark)                         |                                            | |
| 21 | Szellőrózsa utca (Korábban: Tűzliliom utca, Szellőrózsa utca) | 5, 5A                                      | |
| 22 | Tárnics utca                                                  | 5, 5A                                      | Strand |
| 23 | Tündérfátyol utca, lovasiskola                                | 5, 5A                                      | Lovasiskola |